# Batyrbek Tsakulov
Batyrbek Kazbekovitj Tsakulov (ryska: Батырбек Казбекович Цакулов), född 20 oktober 1998, är en rysk-slovakisk brottare som tävlar i fristil.

## Karriär
Vid EM 2025 i Bratislava tog Tsakulov brons i 97 kg-klassen efter att ha besegrat moldaviske Radu Lefter i bronsmatchen.